# デイヴィダス・シルヴィディス
- デイビダス・シルビディス

デイヴィダス・シルヴィディス (Deividas Sirvydis , 2000年6月10日 - )は、リトアニア・ヴィリニュス郡ヴィリニュス出身のプロバスケットボール選手。ポジションはスモールフォワード。

## 来歴
バスケットボール選手だった父の影響で7歳の時にバスケットボールを始め、2016-17シーズンにBCリータスのトップチームに昇格。2017年5月にプロデビュー。2018年5月に開催されたアディダス・ネクストジェネレーション・トーナメントで優勝に貢献。同大会で平均15.4得点4.5リバウンド3アシストを記録し、MVPに選出された。
その後2019年のNBAドラフトへのエントリーを表明。37位でダラス・マーベリックスから指名された後、ドラフト会議当日にデトロイト・ピストンズが46位で指名したアイザイア・ロビーと将来の2つの2巡目指名権とのトレードが行われて、交渉権がピストンズに移動。その後2019-20シーズンは6.6得点2.8リバウンドを記録し、2020年5月にハポエル・エルサレムBCに移籍。
2020年12月1日、ピストンズと3年契約を締結。2021年1月6日のミルウォーキー・バックス戦でNBAデビュー。しかし2020-21シーズンは20試合2.1得点に終わり、7月31日に解雇。その後2021-22シーズンのトレーニングキャンプ前にピストンズと再契約するも即解雇となり、10月25日にピストンズ傘下のモーターシティ・クルーズへの加入が決まった。その後12月に入りオミクロン株の感染拡大によるクラスター発生で選手不足に陥ったピストンズに10日間契約で再加入した。
2023年8月4日、LKLとユーロカップに所属するリエトカベリスへの加入が発表された。契約には10月5日(2023-24シーズンのユーロリーグ開幕前)までにユーロリーグのクラブに加入できる条項と、シーズン中にNBAへ復帰するための退団条項も含まれていた。2023-24シーズンのユーロカップでは16試合に出場し、1試合平均31.1分の出場で、18.9得点、4.4リバウンド、2.6アシスト、3.3ターンオーバー、フィールドゴール成功率50.8パーセント、スリーポイント成功率42.3パーセント、フリースロー成功率83.1パーセントという成績を残し、オールユーロカップのセカンドチームに選出された。
2024年6月18日、ユーロリーグとLKLに所属するBCジャルギリスへ2年契約(3年目のオプション付)で加入することが発表された。

## 代表チームでのキャリア
リトアニア代表として2023年FIBAバスケットボール・ワールドカップに出場している。